# Dornyay Béla
Dornyay Béla (egyes forrásokban Darnay-Dornyay Béla,) (Keszthely, 1887. március 25. – Budapest, 1965. április 5.) középiskolai tanár, helytörténész, muzeológus és kutató.

## Életpályája

### Tanulmányai
Édesanyja korán meghalt, gyámja az anyakönyvben Böröczi József keszthelyi lakos. Elemi iskolába Keszthelyen járt. Utána Tatára került Böröczi Lujza gondviselőjéhez. Tanulmányait a tatai piarista gimnáziumban 1896-tól 1900-ig befejezte. Tandíjmentességet élvezett. Jó tanulmányi eredményéért mint árva gyermek, elnyerte a gróf Esterházy Győri Árva-alap 80 koronás ösztöndíját.
Két osztálytársával, Wágner Lajossal és Walter Jánossal 1901. szeptember 27-én beöltöztek Vácott piaristának. Gimnáziumba Vácott (1901–1903), Kecskeméten (1903–1905), Budapesten teológiára (1906-1909) járt. Pappá szentelték 1910 júniusában.

### Tanári évei
Érettségi után Budapesten a piarista rendi tanárképzőben teológia-földrajztudomány szakot végzett. Tanított Rózsahegyen (Liptó vármegye), ahol 1912-ben megalapította a Liptó Megyei Múzeumot. 1912-18 között tanított Veszprémben a piarista gimnáziumban és még 1912 augusztusában vállalta a Veszprém Megyei Múzeum kutatói tisztségét. 1918-ban filozófiából bölcsészdoktori diplomát szerzett. Magyaróváron 1919–1921 közötti években tanított. Itt ismerkedett meg Sándor Annával, akit 1921-ben, miután kilépett a piarista rendből, feleségül vett. Rövid ideig, 1921-től 1923-ig a budapesti Szőlészeti (Ampelológiai) Intézetben kapott állást. A házasságukból két leánygyermekük született. 1923-tól 1940-ig Salgótarjánban, a gimnáziumban tanár, ahol ezekben az években megteremtette a város múzeumának alapját.

## Munkássága

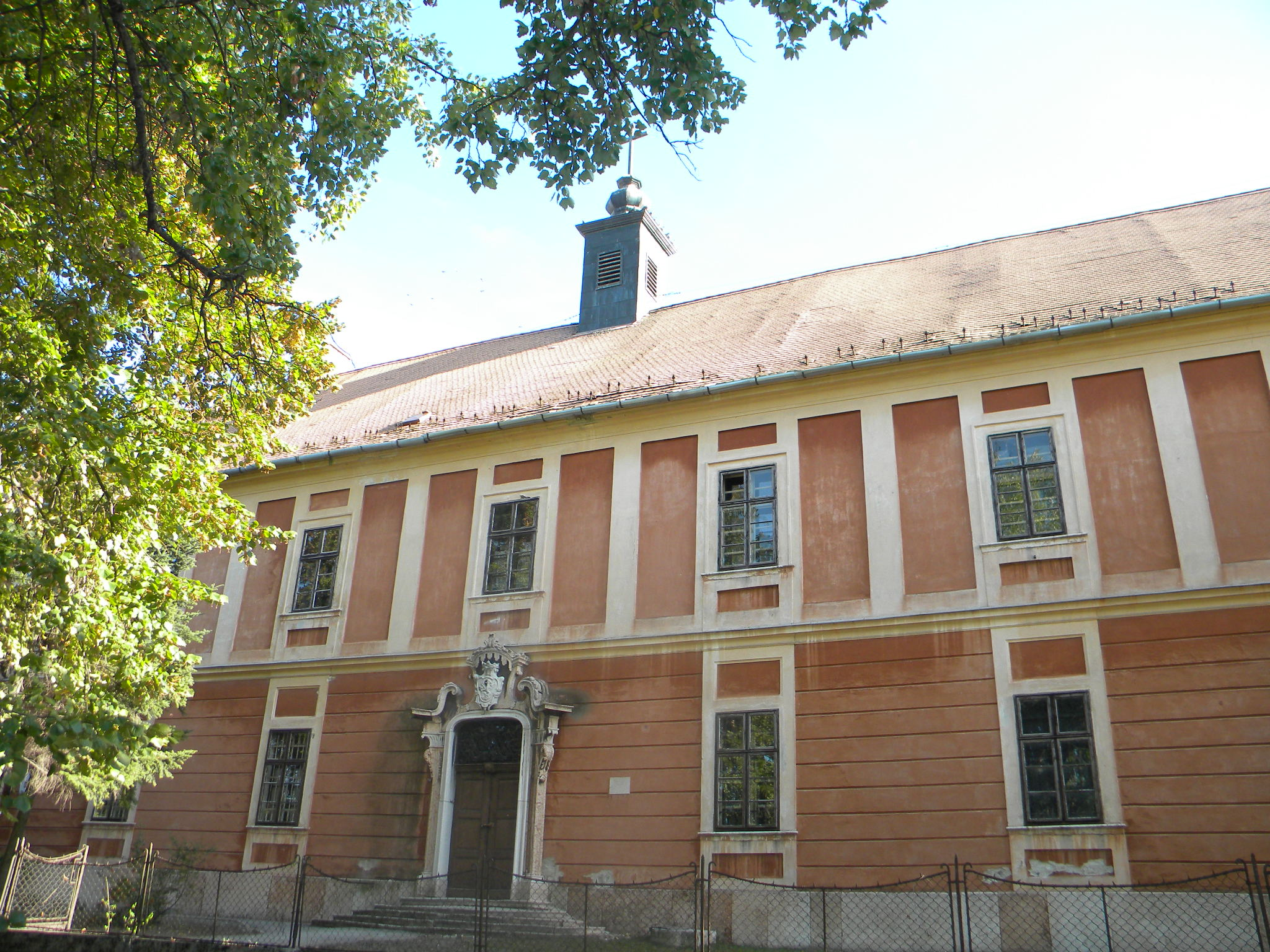
A volt Piarista rendház

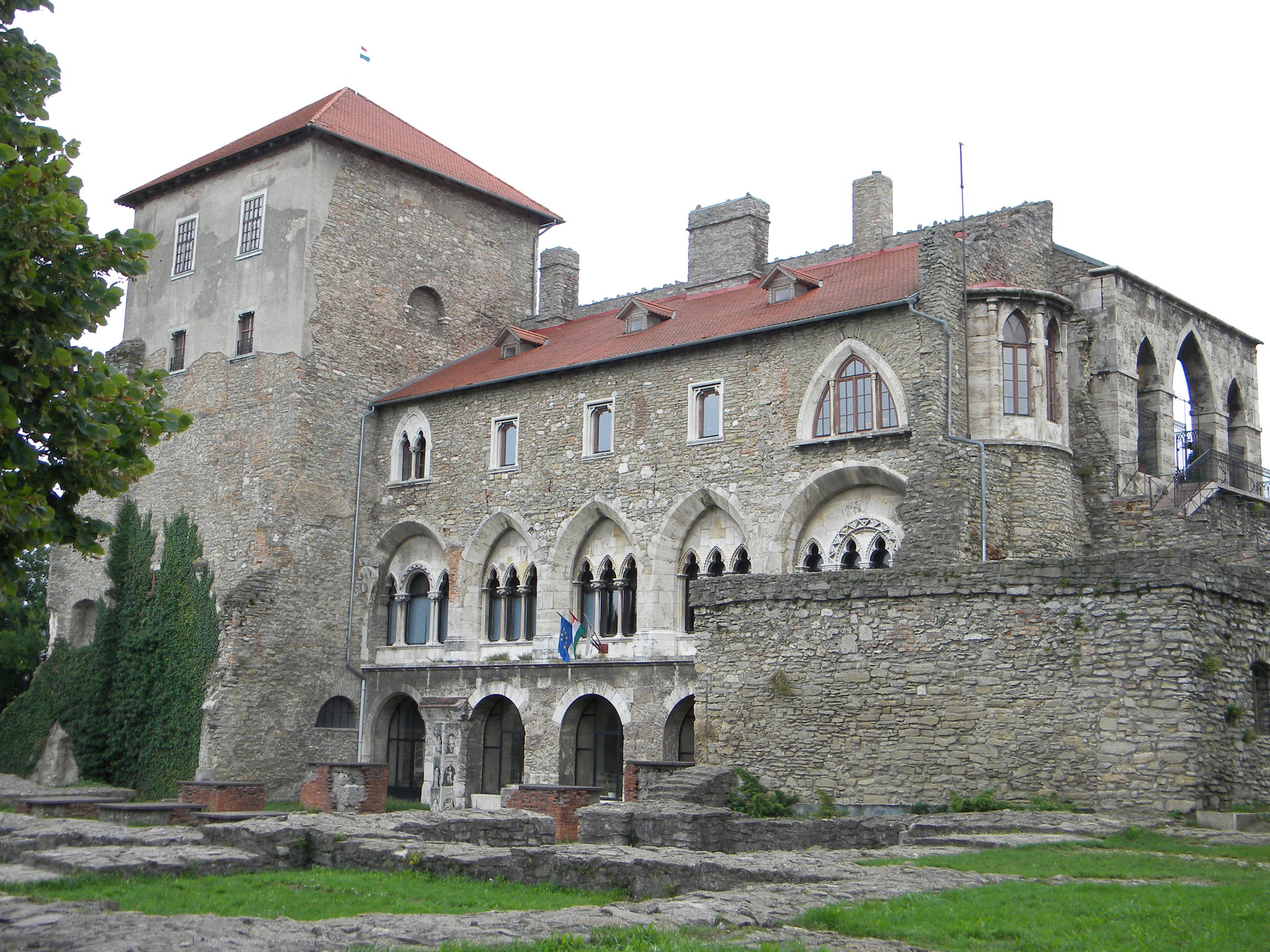
A Kuny Domokos Múzeum jelenleg a Tatai várban működik

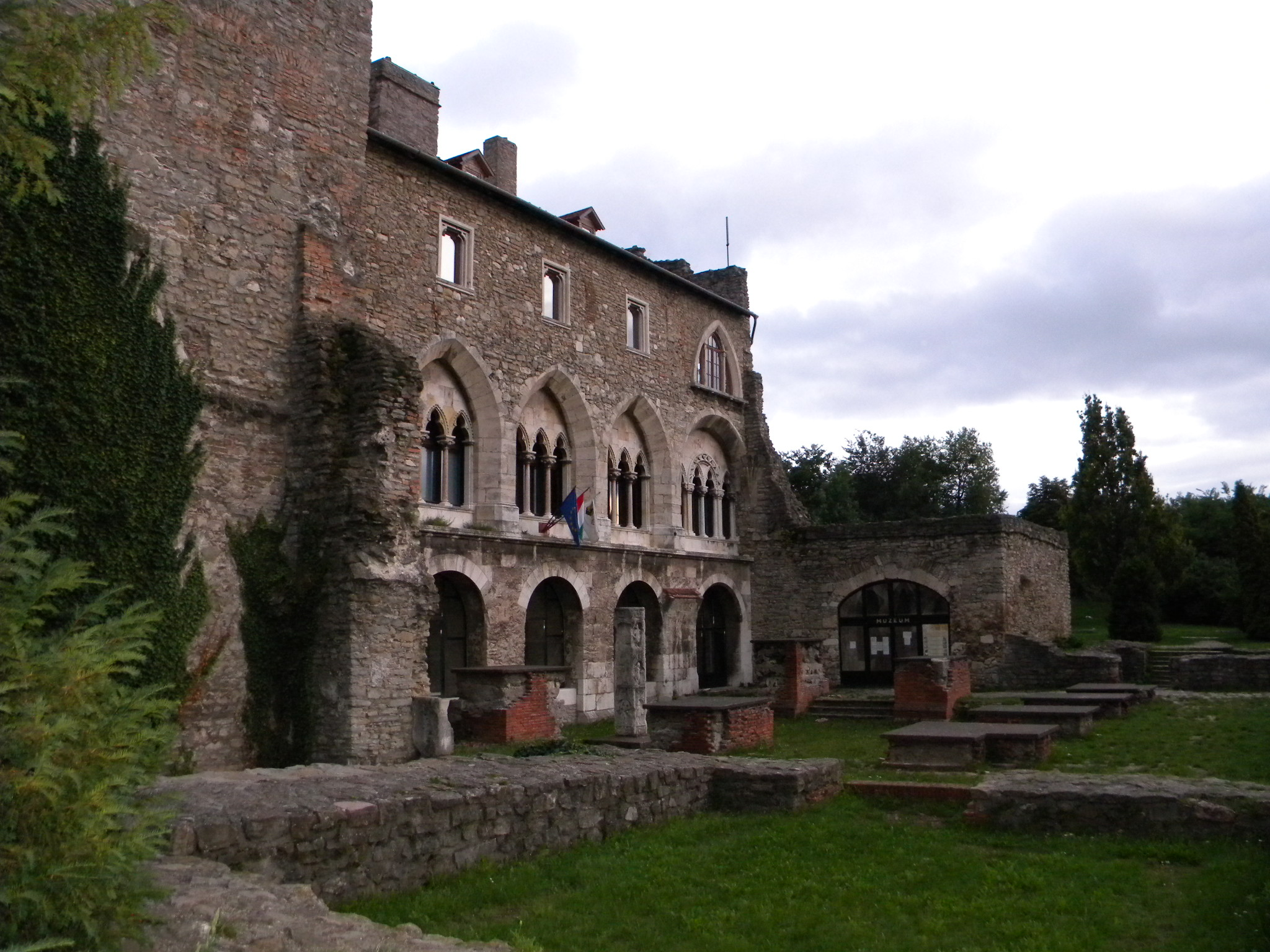
A Kuny Domokos Múzeum bejárata

A nyári vakációt 1909 és 1938 között leggyakrabban Tatán töltötte, bár a tatai piarista gimnáziumban nem tanított, csak Veszprémben. Veszprémi múzeumi kutatói évei alatt 1912–18 között foglalkozott a Bakony természeti és kultúrtörténeti tanulmányozásával, mely megalapozta a Részletes Magyar Útikalauzok sorozatban a Bakony (1927) majd később a Balaton és környékének részletes kalauza (1934) kötetek megírását. Mindeközben 1912-től tárgyi gyűjteményével megalapozta a dr. Magyary Zoltán támogatásával 1938-ban a piarista rendházban megnyitott tatai múzeumot.
Ezekben az években folyamatosan jelentek meg írásai a város hetilapjában, a Tata-Tóvárosi Híradóban. Az Englander Kiadó rendszeresen közölte kisebb tanulmányait (pl. Kazinczy Ferenc tatai tartózkodása), várostörténeti munkáit (pl. Fellenthali Fellner Jakab tatai építőművészről). A Magyar Nyelvőrbe (pl. A tatai népnyelvi hagyományok. 1914. szeptember, 307-312. o.), Ifjúság és Életbe (pl. Rómer Ferenc (Flóris) tatai diáksága 1827. december 164–165. o.), Természettudományi Közlönybe (pl. A gödények tömeges megjelenése a tatai halas-tavakban 1767-ben (pl. 1914. április 353–355. o.) is írt tanulmányokat.
A Tata-Tóvárosi Híradó 1939-től nem jelenhetett meg, így Dornyay Bélának is megszűnt a kapcsolata Tatával. 1940. július 1-jétől visszahelyezték szülővárosába muzeológusnak, a Balatoni Múzeumba. 1942-ben a Magyar Királyi Belügyminisztériumtól kérte a megjelent származást igazoló törvények miatt nemesi származásának igazolását. Ekkor változtatta meg a nevét az ősi Darnay alakra.
A második világháború után kinevezték a Balatoni Múzeum igazgatójának. A keszthelyi évek alatt kiadta és zömében írta a Balatoni Múzeumi Értesítő című kiadványt. Ebben az időben tette teljessé kutatásaival a Balaton környékének a feltárását (pl. Nagyvázsony és környékének útikalauza. Veszprém, 1963).
Tatán 1964-ben személyesen átvette a város helytörténeti kutatásáért a díszpolgári oklevelet, de már egy megtört öregemberre utalt a mozgása és a beszéde. Nagyon boldog volt, hogy viszontláthatta kedves városát, az Öreg-tavat, Angolkertet és a Fényes fürdőt. Visszautazott Budapestre, ahol nem egészen egy év múlva, 78 éves korában, 1965. április 5-én meghalt.
Keszthelyen, a Szent Miklós-temetőben helyezték örök nyugalomra (I/B parcella, kriptasor, 7. sírhely). Sírját a Nemzeti Örökség Intézete 2021-ben hozatta helyre.

## Publikációk
Rózsahegyen (Liptó vármegye) végzett kutatói munkájának eredményeként megjelent:
- Rózsahegy környékének földtani viszonyairól (Bp., 1913)

Veszprémi és keszthelyi kutatói munkájának eredményeként megjelent:
- Veszprém és környéke részletes kalauza (Bp., 1927)
- Bakony (Bp., 1927)
- Balaton és környékének részletes kalauza (Bp., 1934)
- Bronzkori urnaleletek és egyéb régiségek Gyenesdiáson (Keszthely, 1937)
- A dió őshonossága a Balaton vidékén (Tapolca, 1937)
- Emlékeztető jegyzetek Keszthelyről az 1710-1831 évekből (Keszthely, 1937)
- A Balatoni Múzeum Értesítője (szerk. Dornyay Béla) (1941, 1-2. szám, 1942, 1. és 3. szám, 1943, 1. és 4. szám)
- Balaton – Felvidék. Útkalauz (Bp., 1955)

Salgótarjánban megjelent:
- Salgótarján történetéhez (Salgótarján, 1928)
- Salgótarján és a Karancs-Medves-vidék részletes kalauza (Salgótarján, 1929)
- Kisterenye kettős centenáriuma (Salgótarján, 1934)

Tatán megjelent:
- Adatok Tata - Tóváros irodalomtörténetéhez (Tata, 1913)
- A hadnagykúti római feliratos kő (Tata, 1913)
- Townson angol tudós leírása tatai tartózkodásáról 1793-ban (Tata, 1913)
- Tata – Tóváros néprajzához (Tata, 1914)
- Tata – Tóváros egyiptomi kék tündérrózsája (Tata, 1914)
- Tata – Tóváros hőforrásai és közgazdasági jövőjük (Tata, 1925)
- Szomódi romanizált kelta feliratos kő (Tata, 1928)
- Tata műemlékei Rados és Szőnyi könyveiben (Tata, 1934)
- Tata „ajándéka” Rákóczi Ferencnek (Tata, 1935)
- Tata várának Süess Orbán-féle alaprajza 1572-ből (Tata, 1935)
- Régi tatai várképek (Tata, 1936)
- Régi tatai térképek helynevei (Tata, 1937)
- Tata és Tóváros 1848-ban (Tata, 1938)
- Tata várának un. „huszárvára” (Tata, 1938)
- A tatai piaristák alapítójának emlékérme 1755-ből (Tata, 1938)
- A tatai színészet múltjából (Tata, é. n.)
- Az ősember nyomai Tatán (Tata, 1909)
- Révai Miklós tatai tanárkodása (Tata, 1912)

## Díjak
Tata Város Tanácsa 1964-ben, Tata újkori történetében városi rangra emelésének tízéves jubileuma alkalmából tartott ünnepségre meghívta Dornyay Bélát. 1964. június elején az Eötvös József Gimnázium dísztermében megtartott ünnepélyen Öveges Józseffel együtt díszpolgári oklevelet vehetett át.

## Emlékezete
- Salgótarjánban múzeum és általános iskola viseli nevét.
- Veszprémben utca viseli nevét.
- 1972-ben utcát neveztek el róla Tatán.
- Halálának 40. évfordulóján, 2005. december 2-án kiállításon mutatták be életét a Kuny Domokos Múzeumban.
- A Tatáról hosszú évtizedek alatt gyűjtött adatai, jegyzetei kívánságának megfelelően a tatai Kuny Domokos Múzeumban kutathatók.
- Tárkányi Lajossal történt levelezését a tatai Móricz Zsigmond Városi Könyvtár helytörténeti anyagában őrzik.
- A Cserszegtomaji-kútbarlang egyik neve a Dornyai Béla-barlang (Dornyay-barlang, Dornyai-barlang) és a salgótarjáni Dornyay-barlangot is róla nevezték el.

## További irodalom
- Bertalan Károly: Dr. Darnay (Dornyay) Béla karszt- és barlangtani vonatkozású irodalmi munkássága. Karszt- és Barlangkutatási Tájékoztató, 1965. 3–4. füz. 43–44. old.
- Mikus Gyula: Emlékezés Dr. Darnay (Dornyay) Bélára. Karszt- és Barlangkutatási Tájékoztató, 1965. 3–4. füz. 43. old.
- Neidenbach Ákos – Pusztay Sándor: Magyar hegyisport és turista enciklopédia. Bp. Kornétás Kiadó, 2005. 101. old. ISBN 963-9353-39-6
- Pápa Miklós: Dr. Darnay (Dornyay) Béla. Karszt- és Barlangkutatási Tájékoztató, 1965. 3–4. füz. 42. old.